# Incendio di Uppsala del 1702

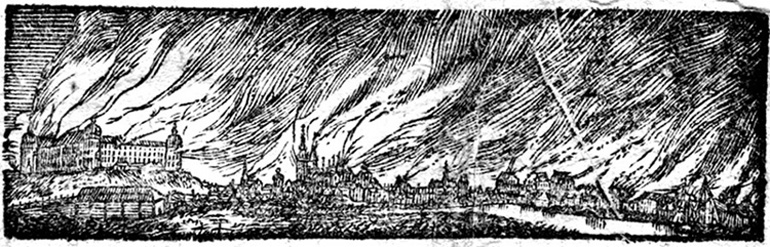
Incisione da Kort berättelse af de märkwärdigaste saker som för de främmande äre at besee och förnimma uti Upsala stad di Johan Eenbergs (1704)

L'incendio di Uppsala del 16 maggio 1702 distrusse quasi completamente la città svedese. Buona parte degli edifici erano in legno e vennero ridotti in cenere, ma anche la maggior parte delle costruzioni in pietra crollarono a causa delle fiamme.

## Storia
L'incendio scoppiò in Gamla torget, sulla sponda orientale del Fyrisån. All'epoca buona parte della città era sulla sponda opposta, ma a causa della siccità e del forte vento l'incendio si propagò tramite i ponti in legno sul fiume.
Una lunga disputa seguì l'evento, in quanto le fiamme partirono in un'area al confine tra due proprietà, appartenenti rispettivamente al professor Upmarck e al tesoriere universitario Rommel, i quali in seguito disputarono l'esatto confine tra le proprietà. Un'inchiesta condotta nell'autunno del 1704 concluse che le cause del rogo non potessero essere stabilite.

## Danni
La cattedrale di Uppsala venne distrutta dalle fiamme. Entrambe le torri, il tetto e la cripta crollarono, e la maggior parte degli interni vennero distrutti. La chiesa rimase in rovina per circa un anno prima dell'inizio dei lavori di ricostruzione, ritornando in funzione nel 1707, anche se i lavori continuarono a lungo in seguito. Il castello di Uppsala venne danneggiato irreparabilmente dalle fiamme e in seguito demolito. La ricostruzione dell'attuale edificio avvenne nel 1744, su progetto di Carl Hårleman.
Il vecchio edificio dell'Università di Uppsala, allora situato vicino alla cattedrale, venne anch'esso distrutto. Rapidamente ricostruito dopo l'incendio, assunse il nome di Academia Carolina nel 1704 e rimase in uso fino al 1788, quando venne demolito dopo essere stato sostituito dal Carolina Rediviva. Il giardino botanico della città, il più antico del paese e che alla fine del Seicento ospitava oltre 1800 specie botaniche, venne in buona parte distrutto e rimase abbandonato fino al 1741, quando venne ristabilito da Linneo, ed è oggi noto come Linnéträdgården.
Tra i pochi edifici risparmiati dal rogo vi fu il Gustavianum, allora edificio principale dell'Università e sede della biblioteca universitaria. Presso Gustavianum lavorava allora anche Olaus Rudbeck, il quale tuttavia teneva buona parte dei suoi libri e materiali presso la cattedrale, che andarono dunque perduti. Anche la sede di Västgöta nation, situata lungo il fiume, ad alcune centinaia di metri a sud della cattedrale, sopravvisse all'incendio.